# Polycyrtus rufiventris
Polycyrtus rufiventris är en stekelart som beskrevs av Maximilian Spinola 1840. Polycyrtus rufiventris ingår i släktet Polycyrtus och familjen brokparasitsteklar. Inga underarter finns listade i Catalogue of Life.